# Серболужицкий биографический словарь
Серболужицкий биографический словарь (в.-луж. Serbski biografiski słownik; Nowy biografiski słownik k stawiznam a kulturje Serbow) — общее наименование энциклопедии из двух изданий. Энциклопедия содержит биографические сведения значимых представителей лужицкого народа. Издан на верхнелужицком языке в 1970 (первое издание) и в 1984 (второе издание) годах в Баутцене в издательстве «Домовина».
В 1970 году вышло первое издание словаря объёмом в 301 страниц под наименованием «Serbski biografiski słownik». Словарь составлен коллективом из 17 авторов и редакцией из 6 человек. Главный редактор первого издания — Ян Бранкачк.
Словарь в обоих изданиях издан в небольшом размере и содержит описания около 800 биографий умерших персоналий из области серболужицкой истории, культуры, политики, экономики, образования и науки. Фамилии представлены в серболужицком варианте, в некоторых случаях упоминаются немецкий или латинский варианты фамилии (Smoler — Schmaler; Chojnan — Choinanus).
Текст словаря имеет чистый типографский отпечаток и чёткие изображения персоналий, сделанные на основе портретов или фотографий.
В 1984 году вышло второе добавленное издание словаря в объёме 738 страниц под наименованием «Nowy biografiski słownik k stawiznam a kulturje Serbow» (Новый биографический словарь истории и культуры лужичан), в которое были добавлены биографии представителей из иных народов, которые были каким-либо способом связаны с культурой, наукой или историй лужичан (в основном, чехи, немцы, поляки, словаки и русские (граждане Советского Союза)). 87 биографий из первого издания не включены во второе.
В конце каждой словарной статьи находится список публикаций, наиболее важные источники и используемая литература. При написании статей второго издания использовались научные монографии: четырёхтомник «Stawizny Serbow» (История лужичан, 1974—1979), «Stawizny serbskeho pismowstwa» (История серболужицкой литературы, 1954—1960) Рудольфа Енча и другие многочисленные серболужицкие сочинения.
Самые ранние биографии во втором издании относятся к раннему периоду лужицкой истории (князь Дерван, VII век).
В словаре находится перечень лиц, географических названий и иллюстраций.